# Anachronisme évolutif

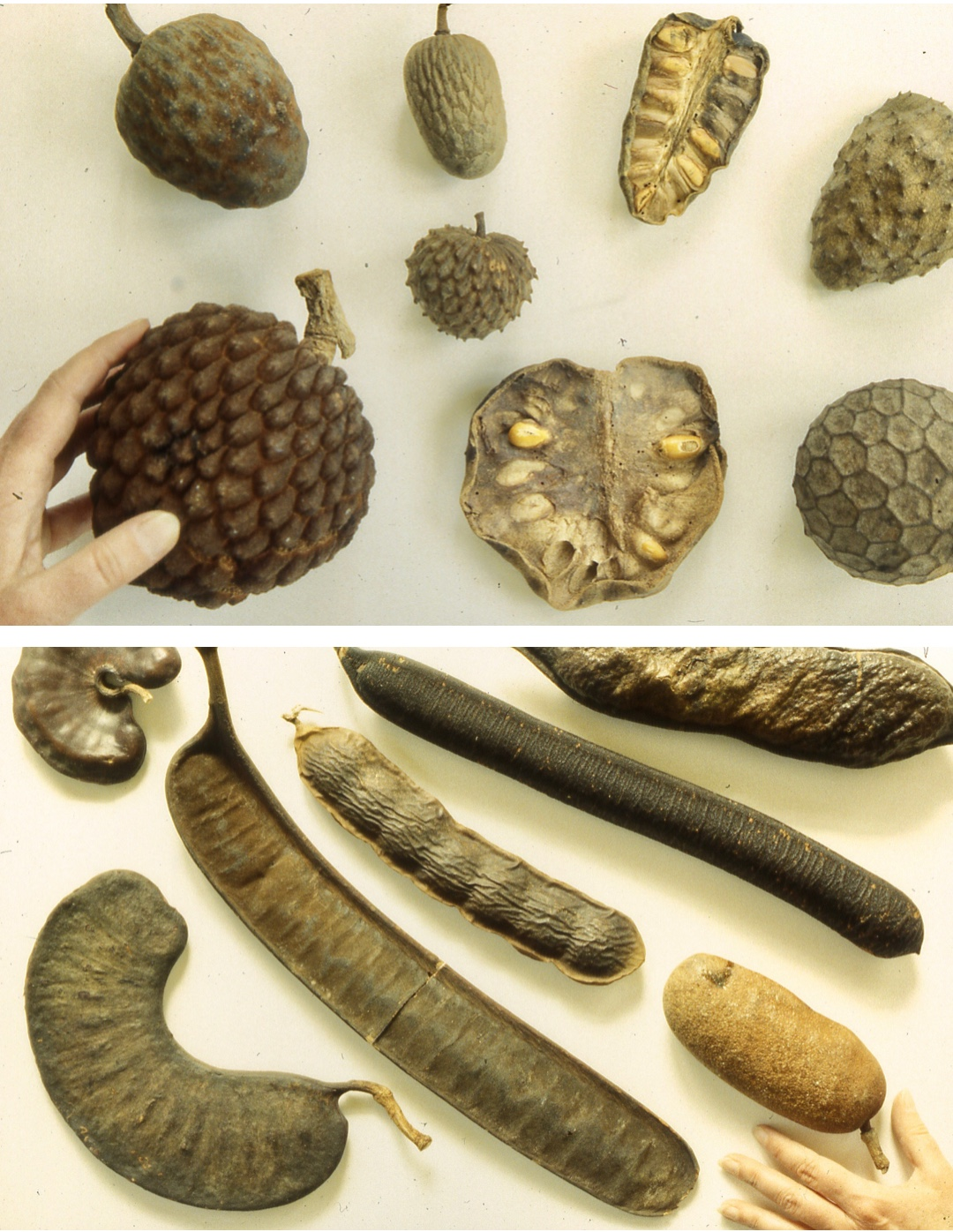
Exemples séchés d'« anachronismes néotropicaux » du Brésil, du Pérou et du Nicaragua dans l'herbier du Jardin botanique de New York.

Un anachronisme évolutif, également connu sous le nom d'« anachronisme écologique », est un terme désignant initialement le cas où des espèces végétales indigènes présentent des caractéristiques ou des attributs (principalement au niveau des fruits, mais aussi des épines) qui semblent décalés ou handicapants dans le contexte présent, mais peuvent être expliqués comme étant le résultat d'une sélection favorable de par le passé — ce notamment en raison de la coévolution de ces espèces avec la mégafaune herbivore aujourd'hui éteinte. La situation actuelle de manque d'efficacité et de distance réduite de dispersion des graines par les mammifères frugivores habitant les mêmes écosystèmes aujourd’hui suggèrent une maladaptation. La maladaptation de ces plantes fruitières va s’intensifier à mesure que le changement climatique en cours modifie les conditions physiques et écologiques dans leur aire de répartition géographique actuelle.

## Histoire du concept
Le concept d'anachronisme évolutif a été formulé pour la première fois par l'écologiste américain basé au Costa Rica Daniel H. Janzen et a été largement diffusé dans la conscience scientifique lorsque lui et son co-auteur, le paléoécologue Paul S. Martin, ont publié Neotropical Anachronisms: The Fruits the Gomphotheres Ate (« Anachronismes néotropicaux : les fruits mangés par les Gomphothères ») dans la revue Science. Parmi les plus grands mammifères frugivores éteints des tropiques américains se trouvaient les gomphothères, apparentés aux éléphants modernes, qui ont inspiré le titre choisi par Janzen et Martin pour leur article de 1982. Comme ils l'expliquent,

« Certains représentants importants de la flore forestière des basses terres du Costa Rica possèdent des fruits et des graines dont les caractéristiques peuvent être mieux expliquées en les considérant comme des anachronismes. Ces caractéristiques ont été façonnées par des interactions évolutives avec la mégafaune du Pléistocène (et des animaux antérieurs), mais n'ont pas encore répondu efficacement à leur absence. »

L’article de Janzen et Martin a été précédé par une publication de 1977 de l’écologiste américain Stanley Temple. Celui-ci attribue le déclin de l'arbre endémique de l'île Maurice, le tambalacoque, à la surexploitation humaine et à l'extinction d'un grand oiseau incapable de voler qui avait coévolué avec lui : le dodo. Janzen applique le concept à quelque 18 espèces ou genres de plantes fruitières au Costa Rica, tandis que Martin propose lui un syndrome de dispersion des graines distinct : le « syndrome de dispersion mégafaunique », en comparant les fruits néotropicaux mal adaptés d'Amérique avec des formes similaires poussant en Afrique et en Asie et dont on sait qu'elles sont dispersées par les éléphants habitant encore ces continents.

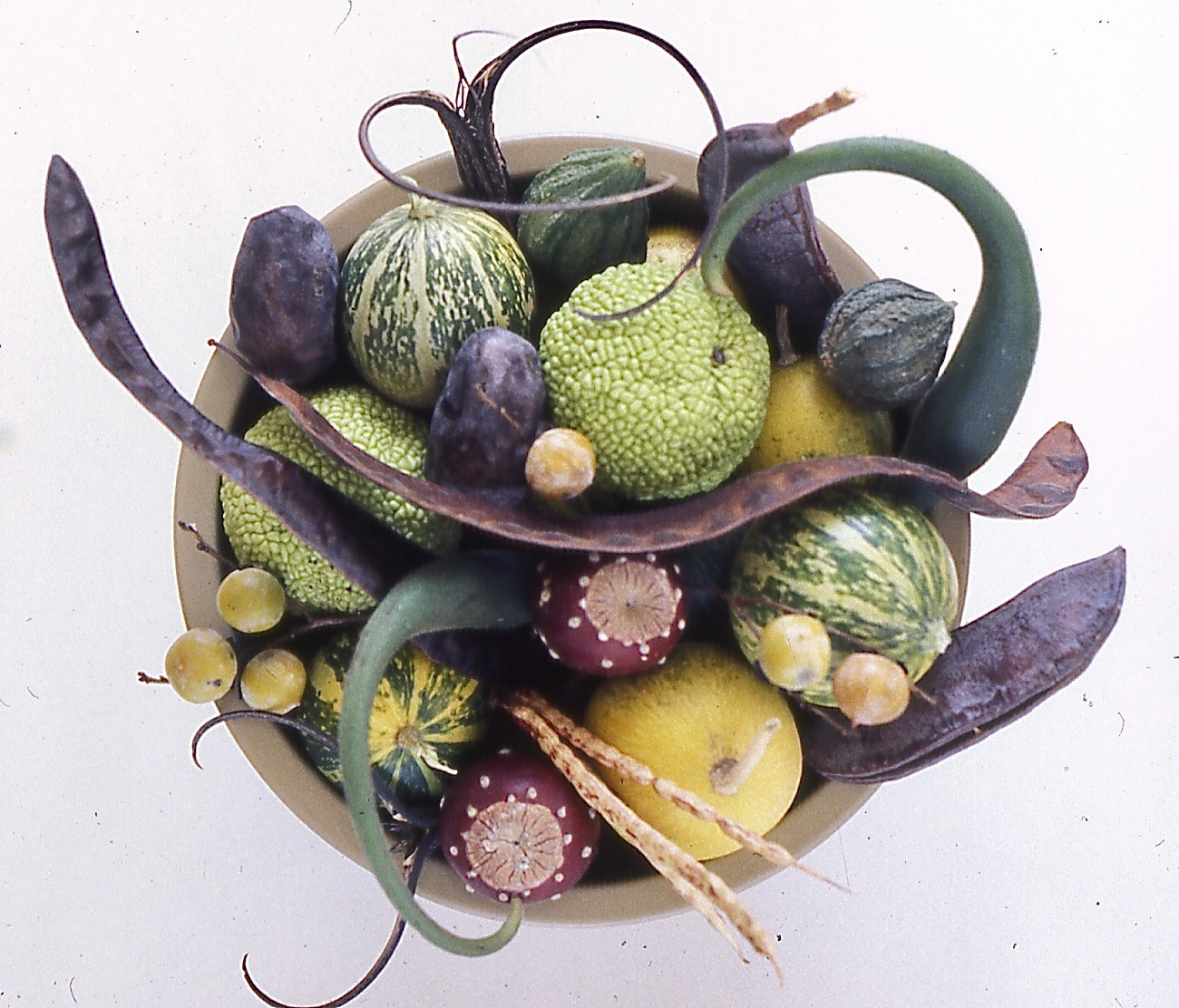
Fruits anachroniques de l'Amérique du Nord tempérée, récoltés par Connie Barlow. Ce panier contient des gousses de griffe du diable (en haut), de févier épineux (longues et courbées, au milieu) et de mesquite (beige, en bas), ainsi que d'autres fruits des forêts et des déserts des États-Unis.

Deux décennies après que les « anachronismes néotropicaux » aient été nommés et mentionnés pour la première fois dans une revue scientifique, l'écrivaine scientifique Connie Barlow rédige leur histoire dans un livre de vulgarisation scientifique : The Ghosts of Evolution: Nonsensical Fruit, Missing Partners, and Other Ecological Anachronisms. Pour nommer son livre, Barlow s'est inspiré d'un essai de Paul S. Martin daté de 1992 et intitulé The Last Entire Earth. Martin y écrit :

« Dans l'ombre le long du sentier, je garde un œil sur les fantômes des créatures de l'ère glaciaire. À quoi servent les épines des mesquites dans mon jardin à Tucson ? Pourquoi ces épines et celles des féviers ont-elles des gousses sucrées si attirantes pour le bétail ? Les jambes de qui la griffe du diable veut-elle retenir ? De telles réflexions ajoutent de la magie à une promenade et peuvent nous aider à nous libérer de la vision tunnel, de l'orgueil du présent, de la notion trompeuse selon laquelle la nature est évidente et immuable. »

Le févier mentionné dans l’extrait de Martin est un arbre indigène de l’est de l’Amérique du Nord, fréquemment planté le long des rues urbaines et des parkings. Ses gousses longues et courbées deviennent un élément récurrent de son livre. Plus tard, d'autres écrivains chanteront également le lien que trace cette plante avec les«  fantômes de l'ère glaciaire »,.
Une forme d’anachronisme évolutionnaire impliquant un animal a également attiré l’attention du public. Comme le rapporte le New York Times, « La vitesse de l'antilope d'Amérique peut être un héritage des prédateurs du passé ». Le biologiste John A. Byers émet l'hypothèse selon laquelle l'antilope d'Amérique devrait sa vitesse à un prédateur aujourd'hui disparu qui avait été beaucoup plus rapide que les loups indigènes d'Amérique. Ce fantôme aurait été le guépard américain,.

## Syndrome de dispersion par la mégafaune

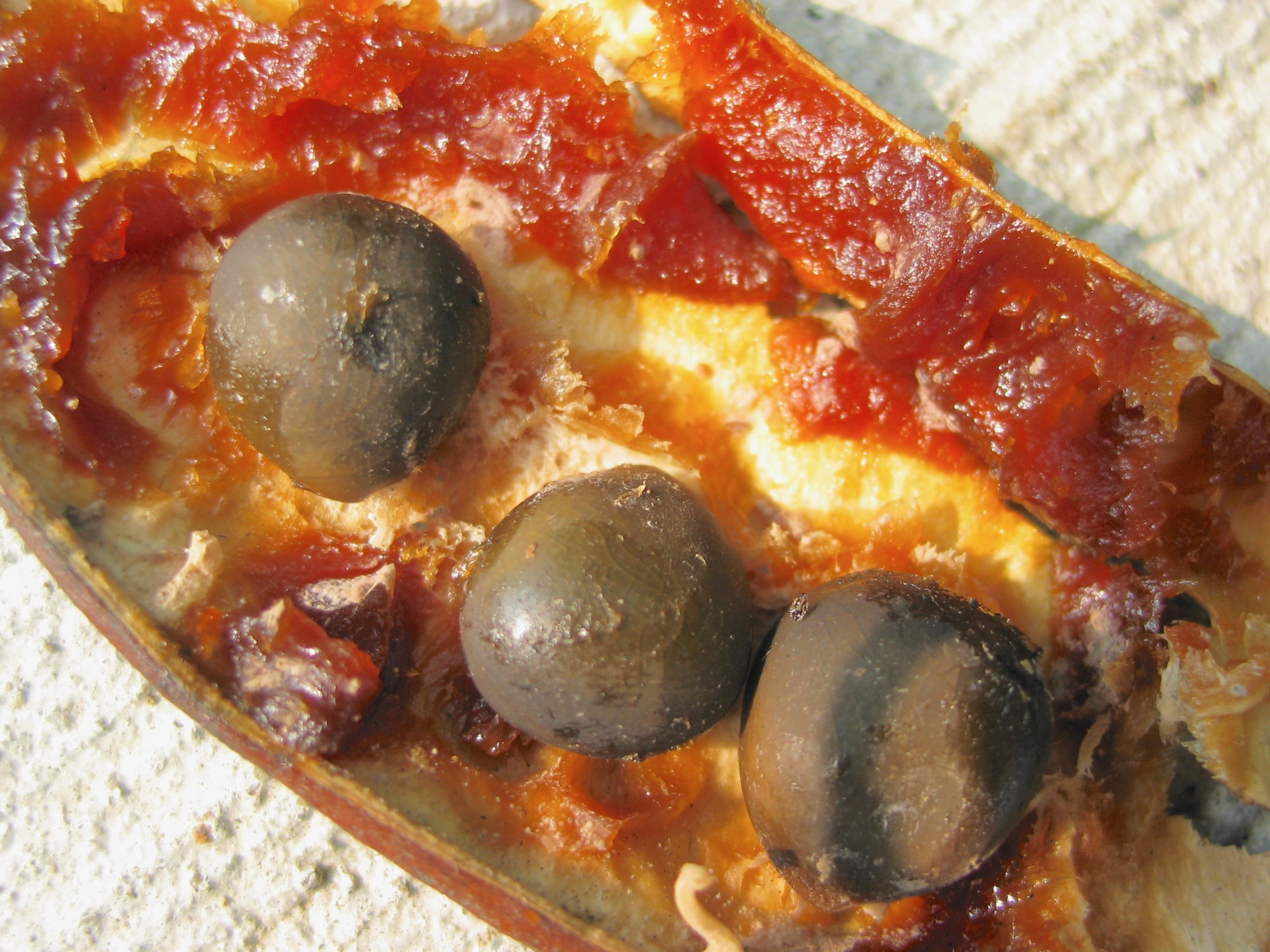
La pulpe qui entoure les grosses graines de Gymnocladus dioica (caféier du Kentucky) dans sa grande gousse rigide.

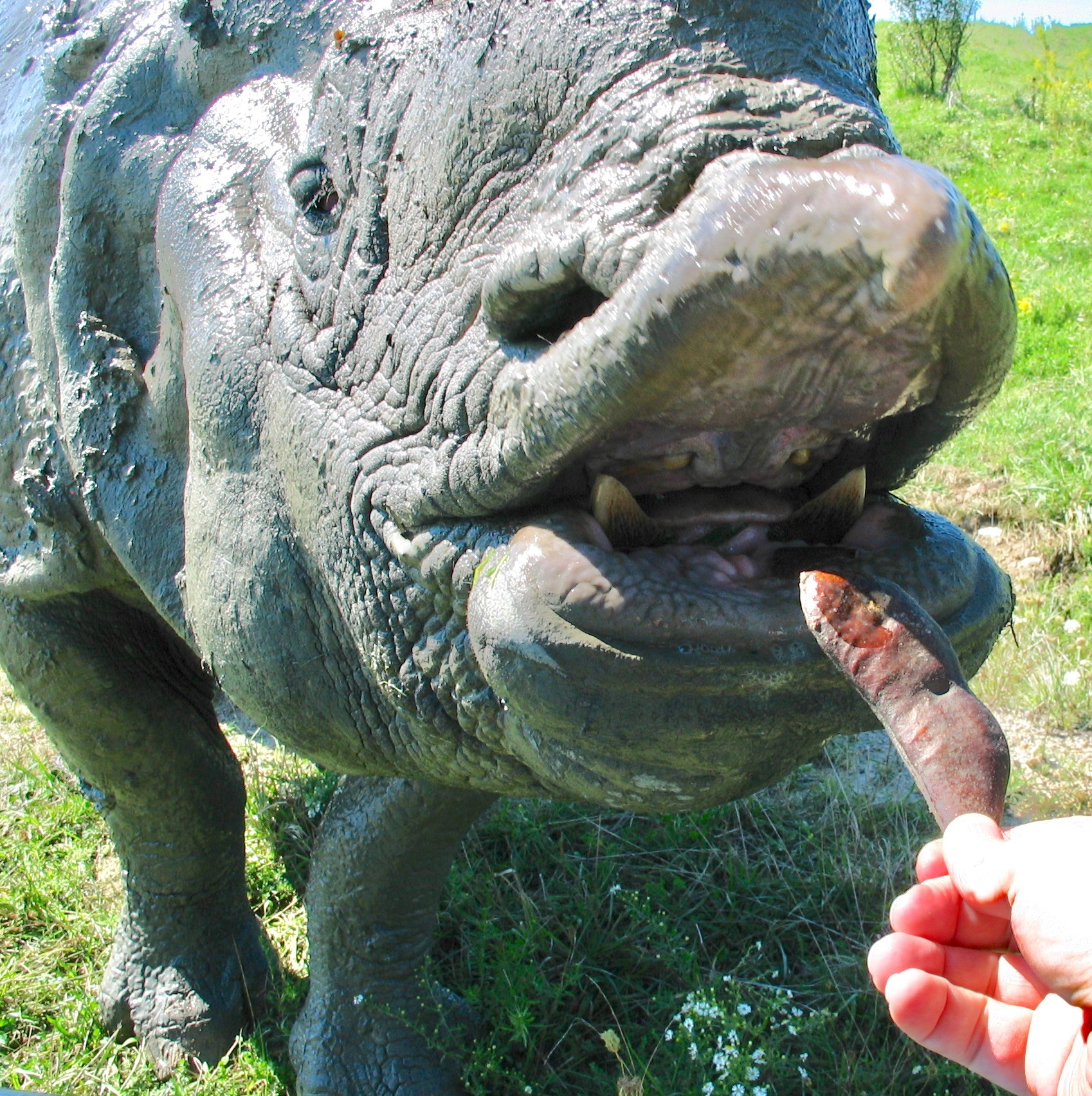
Un rhinocéros indien friand de gousses remplies de pulpe de caféier du Kentucky, ce qui suggère que ses ancêtres rhinocéros en Amérique du Nord pourraient avoir servi à disperser ces graines par le passé.

Les syndromes de dispersion des graines recoupent les caractéristiques propres aux fruits qui permettent aux plantes de disperser leurs graines grâce au vent, à l'eau, ou aux animaux. Les types de fruits qui attirent les oiseaux sont généralement petits, dotés d'une fine peau protectrice, et de couleur rouge, bleue ou de violette. Les fruits attirant les mammifères sont plus gros que les fruits des oiseaux. Ils peuvent posséder une croûte ou une enveloppe dure et dégager une forte odeur lorsqu'ils sont mûrs. Étant donné que les mammifères (autres que les primates) ont tendance à avoir une mauvaise vision des couleurs, ces fruits conservent généralement une coloration terne de brun, de jaune bruni, d'orange ou restent verts à maturité.
Les fruits visant la mégafaune ont des caractéristiques différentes (voir plus bas). À noter que suite aux extinctions de la mégafaune lors du Pléistocène tardif, la plupart des espèces de grands herbivores hors Afrique ont disparu, réduisant ainsi l’efficacité de la dispersion des fruits visant cette mégafaune — à l’exception de ceux qui ont su attirer la culture humaine.
Caractéristiques des fruits dispersés par la mégafaune :
- Gros fruit, idéal pour être consommé entier par les gros animaux sans perte de graines ;
- Les fruits poussent sur ou à proximité du tronc, ou sur des branches robustes ;
- Fruit indéhiscent qui conserve ses graines à maturité ;
- Les graines empêchent ou échappent au broyage par les dents grâce à leur endocarpe épais, dur ou résistant ; ou à leurs toxines amères, poivrées ou nauséabondes. Elles sont également difficiles à séparer de la pulpe, qui est savoureuse et douce, pour éviter d'être recrachées ;
- Les graines bénéficient – voire nécessitent – une abrasion physique ou chimique pour germer ;
- Si le fruit est tropical, il tombe au moment de la maturation ou juste avant, ce qui empêche les singes de le manger. Dans les climats plus froids, le fruit reste sur la branche pendant une période prolongée, le gardant à l'abri de la prédation par des disperseurs de graines inefficaces comme les rongeurs ;
- « Ressemble, se sent, sent et a le goût » d'autres fruits connus pour être dispersés par la mégafaune là où celle-ci existe encore[4],[1].

### Indicateurs écologiques de partenaires de dispersion manquants
Certains indicateurs signifient clairement que les fruits étaient autrefois dispersés par des animaux aujourd'hui disparus. 
- Soit le fruit pourrit là où il tombe, soit il est dispersé de manière inefficace par les agents de dispersion actuels (petits animaux, etc.) ;
- La plante est plus commune là où le bétail (ce qu'il y a de plus semblable à la mégafaune du passé) est présent ;
- Les graines germent et poussent bien dans les habitats de hautes terres où elles sont plantées, mais l'espèce habite presque exclusivement les plaines inondables (où le débit d'eau disperse les graines) à l'état sauvage ;
- La répartition géographique est inexplicablement inégale ou restreinte[4],[1].